# Гаррі Рід
Гаррі Мейсон Рід (англ. Harry Mason Reid; 2 грудня 1939, Серчлайт, Невада — 28 грудня 2021, Гендерсон, Невада) — американський політик-демократ, сенатор США від штату Невада з 1987 до 2021 р., з 2005 до 2017 р. — лідер демократів у Сенаті. У Сенаті 110-го скликання, який почав роботу 2007 року, обійняв посаду лідера демократичної більшості.
З 1971 до 1975 р. він був віцегубернатором Невади, а з 1983 до 1987 рр. входив до Палати представників США.

## Життєпис
Народився в невеликому шахтарському містечку Серчлайт. Батько був шахтарем, мати — прачкою. Середньої школи в Серчлайті не було, тому Рід вирушив на навчання в сусіднє місто Гендерсон. 1961 року закінчив Університет штату Юта, а 1964 року — юридичний факультет Університету Джорджа Вашингтона. У період з 1961 до 1964 року підробляв в поліцейському управлінні Конгресу США.
Ставши членом адвокатської колегії Невади, повернувся до Гендерсона, де до 1966 року працював міським прокурором. Був одним із ініціаторів першого в історії штату законопроєкту про забруднення повітря.
1970 року став наймолодшим віцегубернатором в історії Невади. Цей пост він займав до 1974 року. З 1977 до 1981 року був головою комісії грального бізнесу в штаті.
1982 року Ріда обрали до Палати представників Конгресу США, а 1986 року — до Сенату. Рід здобув репутацію конструктивного політика, його заслуги визнали не лише демократи, а й республіканські сенатори. 1999 року Ріда обрали заступником лідера демократів та організатором партії у Сенаті. На його рахунку були законодавчі акти в галузі освіти, охорони здоров'я та оподаткування, а також захисту довкілля.
2005 року, після початку свого четвертого сенатського терміну, Ріда одноголосно обрали лідером демократів у Сенаті.
14 грудня 2021 року на честь Гаррі Ріда перейменували міжнародний аеропорт у Лас-Вегасі.

## Політичні погляди
Відомий як прихильник компромісів, Рід, проте, займав жорстку позицію щодо адміністрації Джорджа Буша з приводу «справи Плейм» та війни в Іраку. Зокрема, 2003 року він голосував за вторгнення до Іраку.
Рішуче виступав за визнання геноциду вірмен.

### Рід та Україна
Після Помаранчевої революції Гаррі Рід виступав проти скорочення американської допомоги Україні. Називав Віктора Ющенко «справжнім героєм».
2014 року рішуче засудив окупацію Криму Росією. У відповідь на це в березні того ж року МЗС Росії внесло Ріда до санкційного списку. Ріду було заборонено відвідувати територію РФ.